# Modelo sigma
En física, un modelo sigma es un sistema físico  que está descrito por un lagrangiano de la forma:
{\displaystyle {\mathcal {L}}(\phi _{1},\phi _{2},\ldots ,\phi _{n})=\sum _{i=1}^{n}\sum _{j=1}^{n}g_{ij}\;\mathrm {d} \phi _{i}\wedge {*\mathrm {d} \phi _{j}}}
Dependiendo de los escalares en {\displaystyle g_{ij}}, es un modelo sigma lineal o un modelo sigma no lineal.
Los campos {\displaystyle \phi _{i}}, en general, proporcionan una aplicación de una variedad base llamada hoja de universo a una variedad (riemanniana) objetivo de los escalares, relacionados entre sí mediante simetrías internas. (Sin embargo, en teoría de cuerdas se asume normalmente que la variedad objetivo es el espaciotiempo.)
El modelo sigma fue introducido por ;  el nombre  de modelo-σ  proviene de un campo en su modelo que corresponde a con un mesón sin espín llamado σ,  un escalar introducido anteriormente por Schwinger. El modelo sirve como el prototipo dominante de ruptura de simetría espontánea de {\displaystyle O(4)} a {\displaystyle O(3)}: los tres generadores axiales rotos son la manifestación más sencilla de ruptura de simetría quiral, el grupo {\displaystyle O(3)} que queda sin romper representa el isospín.
Un ejemplo básico lo proporciona la mecánica cuántica, que es una teoría de campos cuántica en una dimensión. Es un modelo sigma con una variedad base dada por la recta real que parameteriza el tiempo (o un intervalo, o el círculo, etc.) y un espacio objetivo que es la recta real.
Se puede aumentar el modelo mediante un término de torsión, que da lugar al modelo de Wess-Zumino-Witten.